# Claude Quittet
Claude Quittet (ur. 12 marca 1941 w Mathay) – francuski piłkarz, występujący na pozycji obrońcy.
Z zespołem OGC Nice w 1973 zdobył wicemistrzostwo Francji. W latach 1967–1973 rozegrał 16 meczów w reprezentacji Francji.